# Rooster Teeth
 (mars 2015).
Si vous disposez d'ouvrages ou d'articles de référence ou si vous connaissez des sites web de qualité traitant du thème abordé ici, merci de compléter l'article en donnant les références utiles à sa vérifiabilité et en les liant à la section « Notes et références ».
Rooster Teeth Productions, LLC, est une entreprise de production américaine située à Austin (Texas) et à Los Angeles (Californie) qui se spécialise dans la création des courts-métrages, des animations et de machinima. 
Avec le succès de la série récompensée Red vs. Blue, créée en 2003 utilisant le jeu vidéo Halo: Combat Evolved avec les voix-off des nouveaux personnages de leur création, Rooster Teeth a pu développer ses compétences dans les courts-métrages, les Let’s Plays avec l’équipe d’Achievement Hunter, le développement de jeux vidéo et les animations comme RWBY, sorti en 2013.
Son premier long-métrage Lazer Team, un film de science-fiction comique, était prévu en 2015.

## Historique
En 1997, pendant leurs études à l'Université du Texas à Austin, Burnie Burns et Matt Hullum collaborent à un film indépendant appelé The Schedule, avec l’acteur Joel Heyman. Le film n’a pas beaucoup de succès, mais il leur permet de trouver du travail à Los Angeles.
Burns trouve ainsi un travail dans une entreprise locale où il rencontre Geoff Ramsey, Gustavo Sorola, Dan Godwin et Jason Saldaña. Ensemble, ils créent drunkgamers.com, un site web où ils critiquent les jeux vidéo. 
Une des vidéos que les « drunkgamers » créent à leur début est une parodie de Switch, une campagne publicitaire lancée par Apple Computer en juin 2002. C’est à ce moment que le nom drunkgamers est changé pour Rooster Teeth. Gus Sorola et Burnie Burns ont expliqué que la raison pour ce changement était que personne ne parrainerait une entreprise avec le mot drunk (« ivre ») dans le titre, parce que ce n’est pas professionnel.
En 2014, l’entreprise est composée de plus de quatre-vingt-dix employés. En novembre 2014, Rooster Teeth est rachetée par Fullscreen, et le 3 février 2015 Burns confirme que Rooster Teeth établit un bureau à Los Angeles.

## Productions

### Live Action
- Rooster Teeth Shorts
- Immersion
- Day 5
- Million Dollars, But...
- Lazer Team
- RT-ES
- The Gauntlet
- On the Spot

### Animations
- Red vs. Blue
- RWBY
- Let's Play Minimations
- RWBY Chibi
- X-Ray and Vav
- Camp Camp
- Gen:LOCK

### Émissions
- Sugar Pine 7
- Achievement Hunter
- Funhaus
- The Know
- ScrewAttack
- Let's Play Network
- Game Kids
- Game Attack

### Jeux vidéo
- Rooster Teeth vs. Zombiens
- RWBY: Grimm Eclipse